# Lathochlora inornata
Lathochlora inornata är en fjärilsart som beskrevs av W. Warren 1900. Lathochlora inornata ingår i släktet Lathochlora och familjen mätare. Inga underarter finns listade i Catalogue of Life.